# Distretto di Saraphi
Saraphi (in thai สารภี) è un distretto (amphoe) situato nella provincia di Chiang Mai, in Thailandia.

## Storia
Il distretto fu fondato nel 1891, con il nome di Yang Noeng (ยางเนิ้ง). Nel 1927 fu rinominato come Saraphi.

## Geografia
I distretti confinanti sono il Hang Dong, Mueang Chiang Mai, San Kamphaeng e Mueang Lamphun.

## Amministrazione
Il distretto Saraphi  è diviso in 12 sotto-distretti (tambon), che sono a loro volta divisi in 105 villaggi (muban).
| n° | Nome                   | Villaggi | Abitanti |
| -- | ---------------------- | -------- | -------- |
| 1  | Yang Noeng (ยางเนิ้ง)    | 7        | 8.964    |
| 2  | Saraphi (สารภี)         | 9        | 6.959    |
| 3  | Chom Phu (ชมภู)         | 9        | 6.873    |
| 4  | Chai Sathan (ไชยสถาน)  | 8        | 4.567    |
| 5  | Khua Mung (ขัวมุง)       | 10       | 5.510    |
| 6  | Nong Faek (หนองแฝก)    | 9        | 5.271    |
| 7  | Chang Phueak (หนองผึ้ง)  | 8        | 11.429   |
| 8  | Nong Phueng (ท่ากว้าง)   | 7        | 2.856    |
| 9  | Tha Kwang (ดอนแก้ว)     | 7        | 3.913    |
| 10 | Tha Wang Tan (ท่าวังตาล) | 13       | 9.299    |
| 11 | San Sai (สันทราย)       | 12       | 5.635    |
| 12 | Pa Bong (ป่าบง)         | 6        | 3.506    |